# Villa Fanzago Guillet
Villa Fanzago Guillet è una villa ubicata a Campodarsego (frazione Sant'Andrea) in via Caltana 229, in provincia di Padova.
È una villa nobiliare, costruita nel XVI secolo, che veniva abitata solo in alcuni periodi dell'anno, per le vacanze estive dei proprietari. Venne costruita per sovrintendere alle produzioni agricole. Immersa in un grande parco, presenta un'architettura raffinata e armoniosa.
Nella seconda metà del XIX secolo la villa passò dai Michieli ai Fanzago in seguito al matrimonio di Francesco Luigi Fanzago con Amalia dei conti Michieli. 
Il complesso pervenne poi ai Guillet con il matrimonio di Maria Matilde Fanzago (Padova 21 aprile 1882 - Campodarsego (Padova) 9 marzo 1962), figlia del predetto Francesco Luigi Fanzago, con Ernesto Guillet d'Albigny, generale di cavalleria, celebrato a Padova il 1º aprile 1903.
Attualmente la villa è di proprietà della famiglia Marzaro.

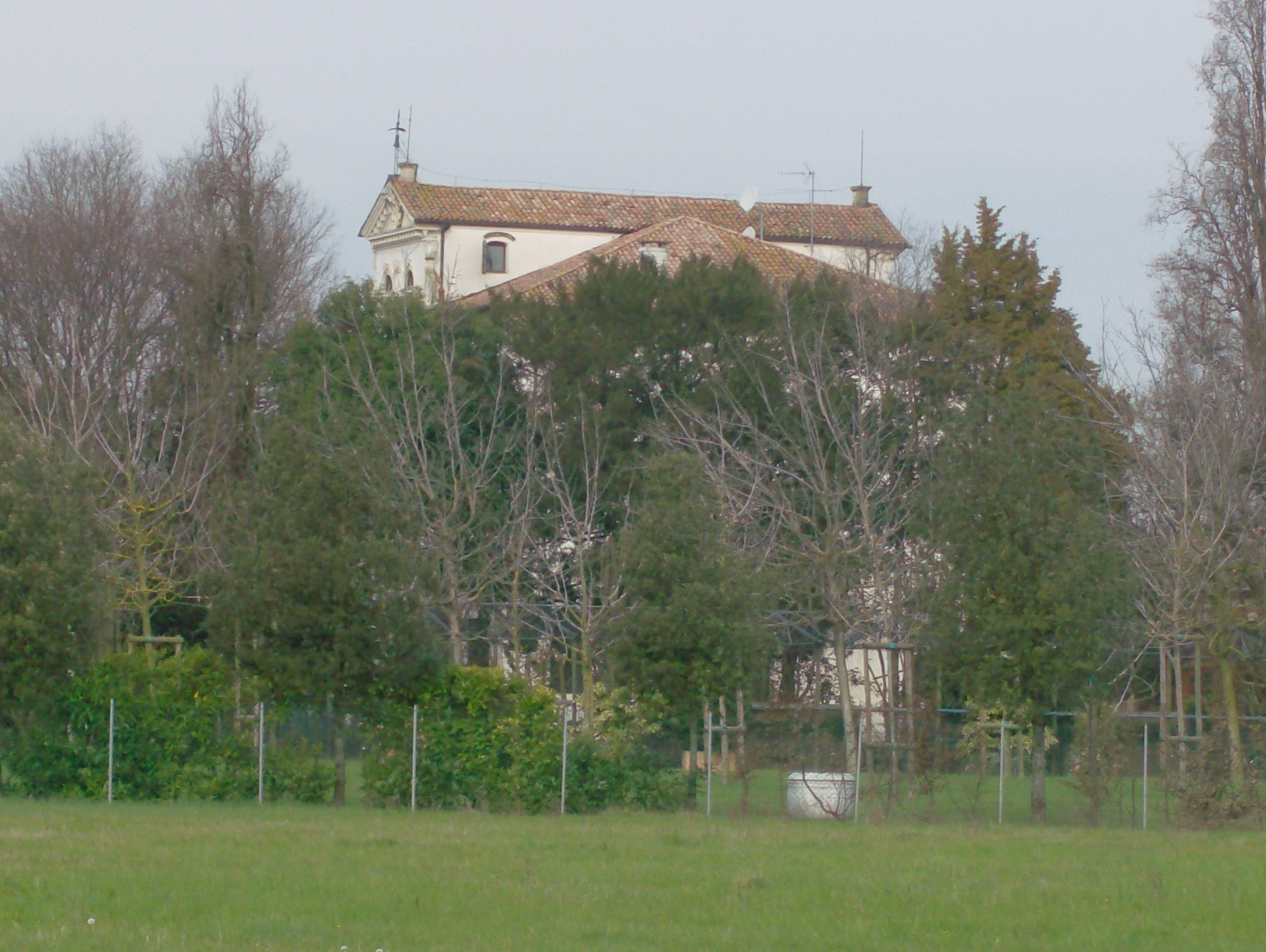
Villa Fanzago Guillet
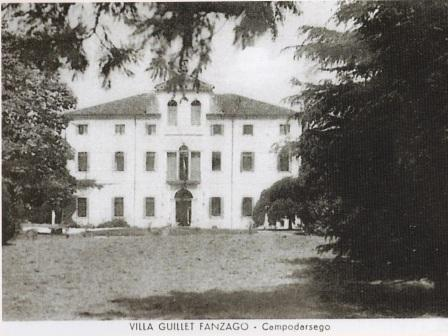
Villa Fanzago Guillet in una cartolina d'epoca
Stemma della famiglia Fanzago
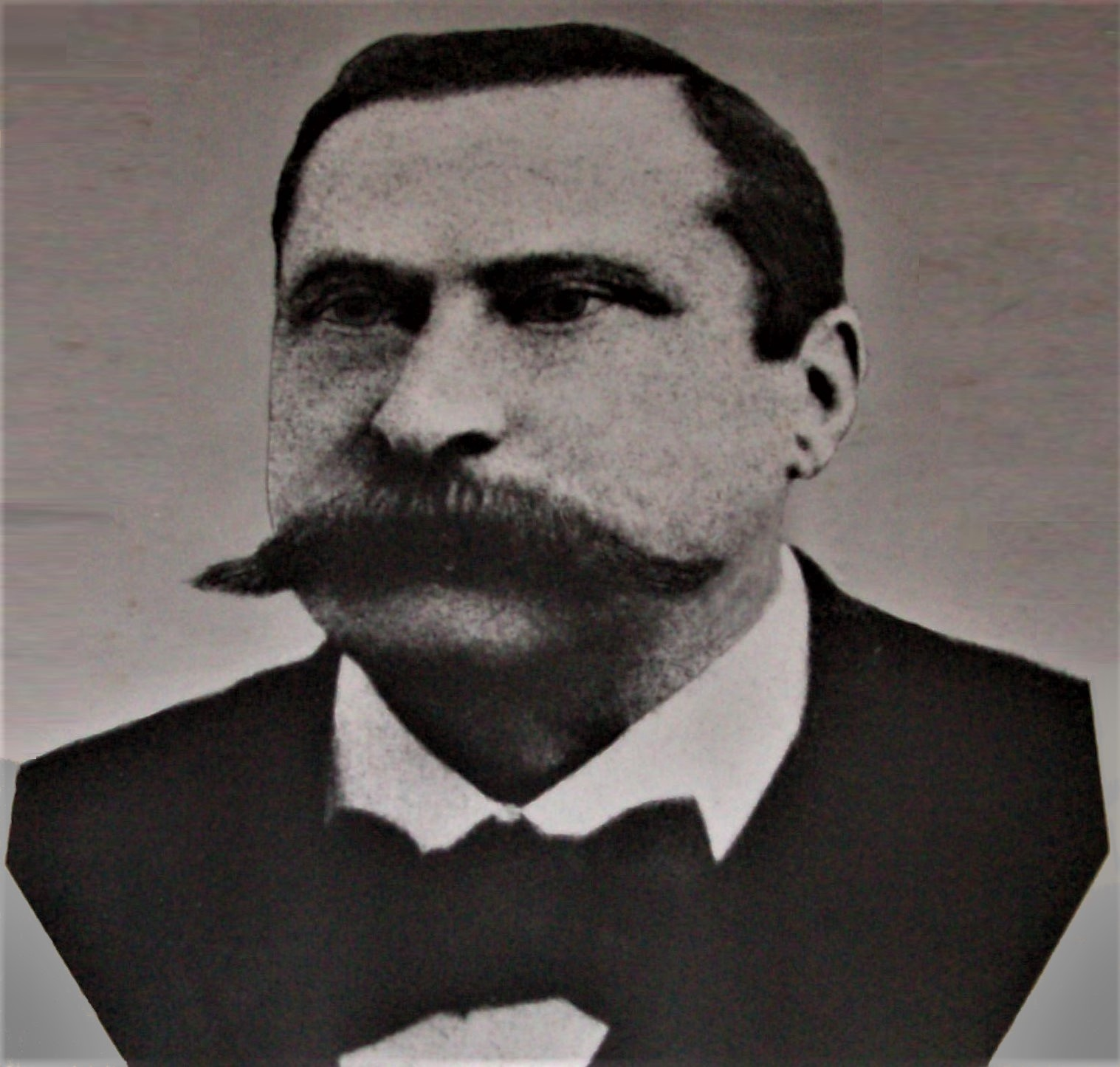
Francesco Luigi Fanzago
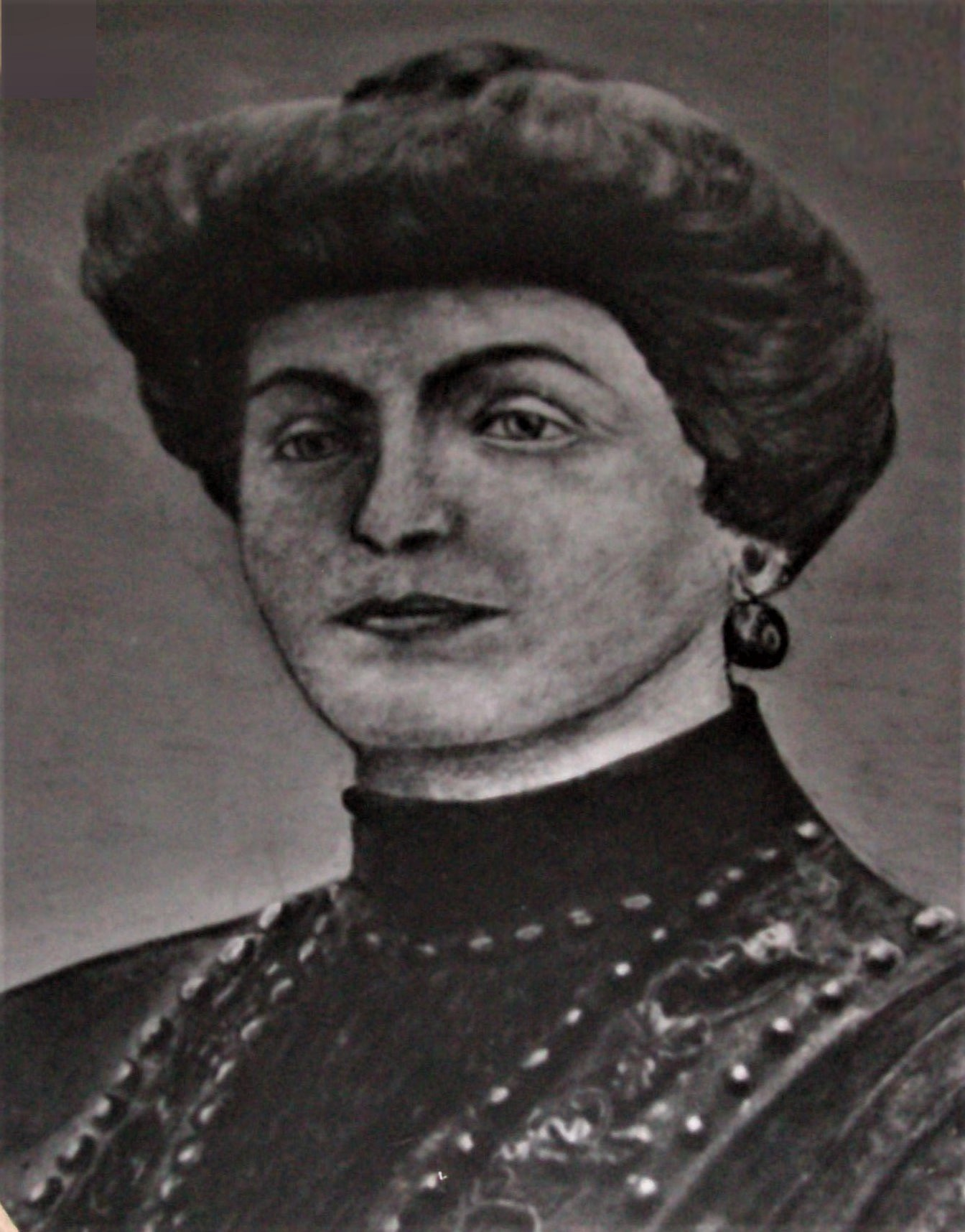
Amalia Michieli Fanzago
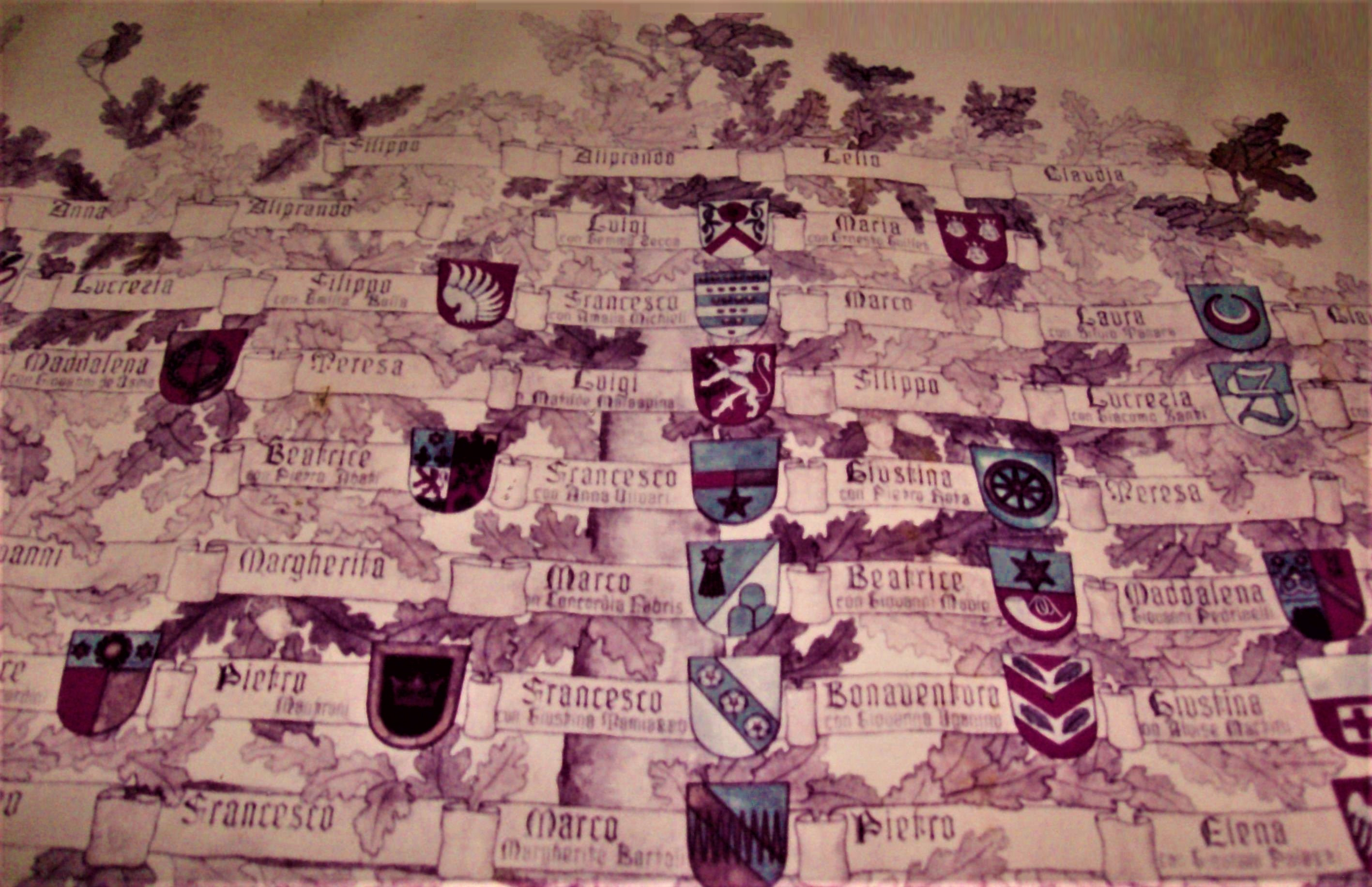
Genealogia del casato degli Aliprandi Fanzago dove figurano coloro che erano stati proprietari della villa